# بلدة وياويغا (ويسكونسن)
وياويغا (بالإنجليزية: Weyauwega (town), Wisconsin)‏ هي بلدة تقع بولاية ويسكونسن في الولايات المتحدة. تبلغ مساحتها 56.4 (كم²)، وترتفع عن سطح البحر 235 م، بلغ عدد سكانها 627 نسمة في عام 2000 حسب إحصاء مكتب تعداد الولايات المتحدة وتصل الكثافة السكانية فيها 12.2 نسمة/كم2.

## وصلات خارجية
- The US50 - Cities and Towns in Wisconsin State
- Wisconsin Cities and Towns, Facts, Map, Flag, Colleges, Government, and More